# ドナルド・オースター
ドナルド・オースター（Donald Worster、1941年 - ）は、アメリカ合衆国の歴史学者、環境思想史の創始者の1人。カンザス大学の名誉教授を務める。2009年からアメリカ芸術科学アカデミーの会員。

## 経歴
オースターは1989年から、彼の出身地であるカンザス大学でアメリカ史の教鞭をとっている。オースターはジョン・ミューア、ジョン・ウェズリー・パウエルの伝記、西部開拓時代の前後にアメリカの景観がどのように変化したか、1930年代のダストボウルなどについての著作を書いている。オースターの関心は、主に環境思想史、つまり自然保護活動の高まりと、環境主義の認識の変化についての研究分野にある。ここには、アメリカ合衆国とカナダの建国史の比較、アメリカの地方主義（とりわけ西部の）、農業史、科学技術史なども含まれる。オースターは、人間が自らをとりまく環境を変化させることに注目し、農場と庭を「採りこまれた生態系(domesticated ecologies)」と定義した。

## 受賞歴
- バンクロフト賞 1980年 （Dust Bowl: The Southern Plains in the 1930sに対して）

## 著作
- A Passion for Nature: The Life of John Muir (2008) ISBN 0-19-516682-5
- A River Running West: The Life of John Wesley Powell (2002) ISBN 0-19-515635-8
- An Unsettled Country: Changing Landscapes of the American West (1994) ISBN 0-8263-1481-3
- The Wealth of Nature: Environmental History and the Ecological Imagination  (1994) ISBN 0-19-507624-9
- Rivers of Empire: Water, Aridity, and the Growth of the American West (1985) ISBN 0-19-507806-3, which was nominated for a Pulitzer Prize
- Dust Bowl: The Southern Plains in the 1930s (1979) ISBN 0-19-502550-4, which won a Bancroft Prize and was nominated for a Pulitzer Prize
- Nature's Economy: A History of Ecological Ideas (1977) ISBN 0-87156-197-2